# Perplexita
Perplexita je v teorii informace míra, jak dobře rozdělení pravděpodobnosti nebo pravděpodobnostní model predikuje určitý vzorek dat. Perplexita se používá např. pro porovnávání pravděpodobnostních modelů. Čím nižší perplexita, tím lépe model data predikuje.

## Perplexita rozdělení pravděpodobnosti
Perplexita diskrétního rozdělení pravděpodobnosti p je definována vztahem
{\displaystyle \mathrm {Perp} (p)=2^{H(p)}=2^{-\sum _{x}p(x)\log _{2}p(x)}}
kde H(p) je entropie rozdělení (v bitech) a x probíhá přes všechny možné události; základ logaritmu a exponenciální funkce nemusí být 2, ale musí být stejný. V některých oborech se pro tuto míru používá název index diverzity.
Perplexita náhodné proměnné X se definuje jako perplexita rozdělení hodnot x této proměnné.
Ve speciálním případě, kdy p je rovnoměrné rozdělení s k hodnotami (odpovídající např. spravedlivé hrací kostce s k stranami), je perplexita rovna k. Náhodná proměnná s perplexitou k má tedy stejnou nejistotu jako spravedlivá kostka s k stranami. Pokud to není přímo kostka s k stranami, může se jednat o diskrétní rozdělení s více než k hodnotami, u něhož některé hodnoty mají větší pravděpodobnost než 1/k, takže hodnota výsledného součtu bude menší.
Perplexita se často chápe jako míra obtížnosti předvídání událostí, což však není úplně přesné. Pokud máme dvě možnosti, z nichž jedna má pravděpodobnost 0,9, pak šance správného odhadu je při optimální strategii 90 procent.
Perplexita je 2−0,9 log2 0,9 - 0,1 log2 0,1= 1,38. Převrácená hodnota perplexity (která pro spravedlivou kostku s k stranami reprezentuje pravděpodobnost uhodnutí), je však 1/1,38 = 0,72, a ne 0,9.
Perplexita je exponenciální funkcí entropie, která je jednoznačnější veličinou.
Entropie je míra očekávaného nebo „průměrného“, počtu bitů potřebných pro zakódování výsledku náhodného pokusu pomocí teoreticky optimálního kódu s proměnnou délkou, cf.
nebo ji můžeme považovat za očekávaný informační zisk, který přináší znalost výsledku náhodného pokusu, měřený v bitech.

## Perplexita pravděpodobnostního modelu
Model q neznámého rozdělení pravděpodobnosti p vytvořený na základě trénovacího vzorku vybraného z p můžeme hodnotit zjišťováním, jak dobře predikuje jiný testovací vzorek x1, x2, ..., xN také vybraný z p. Perplexita modelu q je definována jako
{\displaystyle b^{-{\frac {1}{N}}\sum _{i=1}^{N}\log _{b}q(x_{i})}}
kde {\displaystyle b} je obvykle 2. Lepší modely q neznámého rozdělení p budou přiřazovat testovacím událostem vyšší pravděpodobnosti q(xi) a proto budou mít nižší perplexitu: model je „méně překvapený“ testovacím vzorkem.
Exponent ve výše uvedeném výrazu může být považován za průměrný počet bitů potřebný k reprezentaci testovací události xi, jestliže používáme optimální kód vycházející z q. Modely s nižší perplexitou lépe komprimují testovací vzorky, tj. vyžadující v průměru méně bitů na testovací prvek, protože q(xi) je velké.
Exponent může také být považován za křížovou entropii,
{\displaystyle H({\tilde {p}},q)=-\sum _{x}{\tilde {p}}(x)\log _{2}q(x)}
kde {\displaystyle {\tilde {p}}} označuje empirické rozdělení testovacího vzorku (tj., {\displaystyle {\tilde {p}}(x)=n/N}, jestliže se x objevilo v testovacím vzorku velikosti N právě n krát).

## Perplexita na slovo
Při zpracování přirozeného jazyka lze používat perplexitu jako jednu z možností hodnocení jazykového modelu. Jazykový model je rozdělení pravděpodobnosti celých vět nebo textů.
Při použití definice perplexity pro pravděpodobnostní model je možné například zjistit, že průměrná věta xi z testovacího vzorku by mohla být kódována pomocí 190 bitů (to znamená, že testovací věta má v průměru logaritmus pravděpodobnosti -190). To by dávalo modelu značně velkou perplexitu 2190 na větu. Zpravidla je však obvyklejší normalizovat délku vět, a uvažovat pouze počet bitů na slovo. Jestliže tedy věty testovacího vzorku měly celkem 1000 slov, a mohly by být zakódovány pomocí 7,95 bitů na slovo, můžeme považovat perplexitu modelu 27,95 = 247 na slovo. Jinými slovy, model je tak překvapený testovacími daty, jako kdyby měl vybírat z 247 možností pro každé slovo.
Nejnižší perplexita, která byla publikována pro Brownův korpus (korpus textů různých žánrů a témat v americké angličtině s rozsahem 1 milion slov) z roku 1992 je ve skutečnosti asi 247 na slovo, čemuž odpovídá křížová entropie log2247 = 7,95 bitů na slovo nebo 1,75 bitů na písmeno  pomocí trigramového modelu. Pro specializovanější korpusy lze často dosáhnout ještě nižší perplexity, protože jsou předvídatelnější.
Jednoduché hádání, zda další slovo v Brownově korpusu je „the“, má přesnost 7 procent, a ne 1/247 = 0,4 procenta, jak bychom mohli předpokládat při naivním použití perplexity jako míry předvídatelnosti. Tento odhad totiž vychází z unigramové statistiky Brownova korpusu, zatímco trigramové statistika dává perplexitu slova 247. Použitím trigramové statistiky se šance na správný odhad zvyšují.